# 虞兰因
虞兰因（1943年—），美籍華人畫家、專長水墨畫、善用色彩，自創“海洋斑斕”系列。

## 經歷
1943年生於上海，祖籍浙江鄞縣，生父為香港中文大學前藝術系主任、美術評論家虞君质。1949年移居台灣台北。年少就顯現出繪畫天賦，又得到台灣資深畫家黄君璧、高逸鸿等指點，畫技已不俗。1960年考入國立台灣大學。1964年畢業獲得歷史學文學士學位。1964年6月在台北中山堂舉辦個人畫展。1964年9月，獲得獎學金赴美國留學。1967年獲得美國路易斯維爾大學藝術創作與藝術史雙碩士（Master of Fine Arts）學位。成為職業畫家，1968年開始闖蕩美國藝術家活動中心紐約，專心從事創作，加入藝術學生聯盟（Art Student League），並師從美國人物畫家威爾巴奈特（Will Barnet）學畫，直至1971年。
自1967年在美國各地舉辦畫展。1993年起專注水墨畫，創作“海底斑斕”一系列水墨畫作，並呼籲保護海洋環境。

## 評論
- “兰因长期处身在中外古今的交汇处的深刻领悟和她化解种种矛盾冲突的独特蹊径。她以大胆的构思，强烈的色彩，自由奔放的情感，引领我们进入一个崭新而奇妙的艺术领域。”——藝術評論家高美庆評[5][4]